# Tylogonus prasinus
Tylogonus prasinus is een spinnensoort in de taxonomische indeling van de springspinnen (Salticidae).
Het dier behoort tot het geslacht Tylogonus. De wetenschappelijke naam van de soort werd voor het eerst geldig gepubliceerd in 1902 door Eugène Simon.